# Dakota Joshua
Dakota Joshua, född 15 maj 1996, är en amerikansk professionell ishockeyforward som är kontrakterad till St. Louis Blues i National Hockey League (NHL) och spelar för Utica Comets i American Hockey League (AHL). Han har tidigare spelat för San Antonio Rampage i AHL; Tulsa Oilers i ECHL; Ohio State Buckeyes i National Collegiate Athletic Association (NCAA) samt Team USA och Sioux Falls Stampede i United States Hockey League (USHL).
Joshua draftades av Toronto Maple Leafs i femte rundan i 2014 års draft som 128:e spelare totalt.

## Statistik
| 2009–2010   | Victory Honda U13          | T1EHL       | 31  | 17 | 8  | 25  | 24  | —  | — | — | —  | —  |
| 2010–2011   | Detroit Little Caesars U14 | T1EHL       | 28  | 12 | 4  | 16  | 16  | —  | — | — | —  | —  |
| 2011–2012   | Detroit Honeybaked U16     | HPHL        | 29  | 13 | 8  | 21  | 16  | —  | — | — | —  | —  |
|             | Detroit Honeybaked U16     | T1EHL       | —   | —  | —  | —   | —   | 7  | 1 | 2 | 3  | 4  |
| 2012–2013   | Detroit Honeybaked U16     | HPHL        | 18  | 12 | 10 | 22  | 18  | —  | — | — | —  | —  |
|             | Detroit Honeybaked U18     | HPHL        | 11  | 0  | 0  | 0   | 0   | —  | — | — | —  | —  |
|             | Team USA                   | USHL        | 6   | 2  | 0  | 2   | 2   | —  | — | — | —  | —  |
|             | U.S. National U17 Team     |             | 6   | 2  | 0  | 2   | 2   | —  | — | — | —  | —  |
|             | Sioux Falls Stampede       | USHL        | 1   | 1  | 0  | 1   | 0   | —  | — | — | —  | —  |
| 2013–2014   | Sioux Falls Stampede       | USHL        | 55  | 17 | 21 | 38  | 58  | 3  | 0 | 0 | 0  | 8  |
| 2014–2015   | Sioux Falls Stampede       | USHL        | 52  | 20 | 24 | 44  | 74  | 11 | 4 | 9 | 13 | 38 |
| 2015–2016   | Ohio State Buckeyes        | NCAA        | 29  | 5  | 12 | 17  | 50  | —  | — | — | —  | —  |
| 2016–2017   | Ohio State Buckeyes        | NCAA        | 33  | 12 | 23 | 35  | 58  | —  | — | — | —  | —  |
| 2017–2018   | Ohio State Buckeyes        | NCAA        | 34  | 15 | 11 | 26  | 32  | —  | — | — | —  | —  |
| 2018–2019   | Ohio State Buckeyes        | NCAA        | 32  | 9  | 13 | 22  | 67  | —  | — | — | —  | —  |
| 2019–2020   | San Antonio Rampage        | AHL         | 30  | 3  | 4  | 7   | 25  | —  | — | — | —  | —  |
|             | Tulsa Oilers               | ECHL        | 20  | 3  | 8  | 11  | 4   | —  | — | — | —  | —  |
| 2020–2021   | St. Louis Blues            | NHL         | 1   | 1  | 0  | 1   | 0   | —  | — | — | —  | —  |
|             | Utica Comets               | AHL         | 4   | 1  | 1  | 2   | 2   | —  | — | — | —  | —  |
| NHL totalt  | NHL totalt                 | NHL totalt  | 1   | 1  | 0  | 1   | 0   | —  | — | — | —  | —  |
| AHL totalt  | AHL totalt                 | AHL totalt  | 34  | 4  | 5  | 9   | 27  | —  | — | — | —  | —  |
| NCAA totalt | NCAA totalt                | NCAA totalt | 128 | 41 | 59 | 100 | 207 | —  | — | — | —  | —  |
| USHL totalt | USHL totalt                | USHL totalt | 114 | 40 | 45 | 85  | 134 | 14 | 4 | 9 | 13 | 46 |